# کاخ بیستون

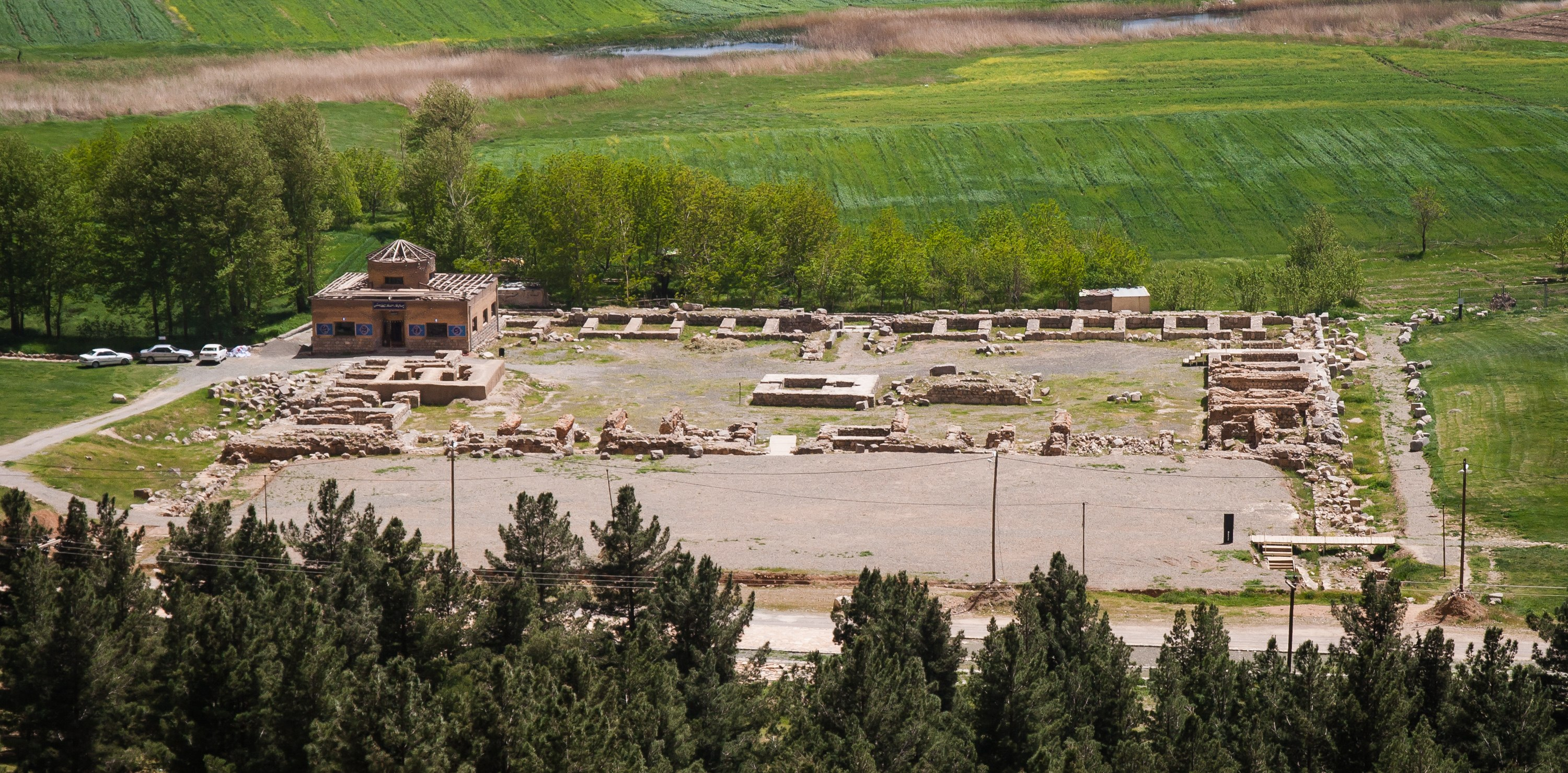
چشم‌اندازی از کاخ ساسانی بیستون

بیستون (انگلیسی: Behistun Palace) یک کاخ ویران شده ساسانی است که در بیستون، ۲۰ کیلومتری کرمانشاه قرار دارد. این کاخ در نزدیکی سنگ‌نوشته بیستون و در رو به روی آن، جایی در مسیر راه باستانی که کوه بیستون و دریاچه بیستون را به هم متصل می‌کند، جای دارد. در فرهنگ و سنت ایرانی این کاخ محل اقامت شیرین بانوی خسرو پرویز پادشاه ساسانی کمی پیش از حمله اعراب به ایران بوده‌است. این کاخ جزو میراث جهانی یونسکو در ایران است.
کاخ ناتمام ساسانی در بیستون از سال ۱۳۵۵ خورشیدی تاکنون به‌صورت متناوب کاوش باستان‌شناسی شده‌است. تاکنون در این محدودهٔ تاریخی، شش بار کاوش باستان‌شناسی انجام شده‌است. کاوشگران در این شش فصل حفاری به اطلاعات نسبتاً خوبی دست یافته‌اند. براساس اطلاعات به‌دست آمده، این منطقه در دوران ساسانی در حال تبدیل شدن به یک کاخ بود که به دلایلی، ناتمام باقی ماند و در دوره‌های بعد به کاروانسرا تبدیل شد؛ اما این کاروانسرا بر اثر یک زلزله کاملاً تخریب و بعدها در دورهٔ قاجار، روستایی روی آن ساخته شد. در نهایت نیز در سال ۱۳۵۴ خورشیدی حدود ۲۷۰ خانه‌ای که روی این محوطه تاریخی ساخته شده بود، تملک و عملیات کاوش آغاز شد.
بنای ساسانی مربوط به دوره ساسانیان است و در بیستون، محوطه تاریخی، فرهنگی بیستون واقع شده و این اثر در تاریخ ۱۹ اسفند ۱۳۸۰ با شمارهٔ ثبت ۴۸۸۰ به‌عنوان یکی از آثار ملی ایران به ثبت رسیده است.